# 레이저 점사 시스템
레이저 점사 시스템(일본어: レーザークレー射撃システム)는 닌텐도가 제작한 라이트 건 시뮬레이션 완구이다. 오버헤드 프로젝터가 배경에 과녁을 표시하고 플레이어가 레이저 라이플을 발사해 반사여부로 성공여부를 판단하는 방식으로 진행한다.
레이저 점사 시스템는 야마우치 히로시가 낸 발상을 바탕으로 요코이 군페이가 개발했다. 일본에서 1973년 볼링장 위주로 설치해 즉시 인기를 끌었으나 1973년 석유 위기 파동이 일본에 영향을 끼치면서 닌텐도에게 50억 엔 가량의 부채를 남겼다. 1974년에 소형저가 제품 '미니 점사'를 발매했다. 미니 점사는 1970년대 말 동안 높은 판매고를 올려 닌텐도의 재정난을 해결하는 데 큰 도움이 됐다.

## 역사

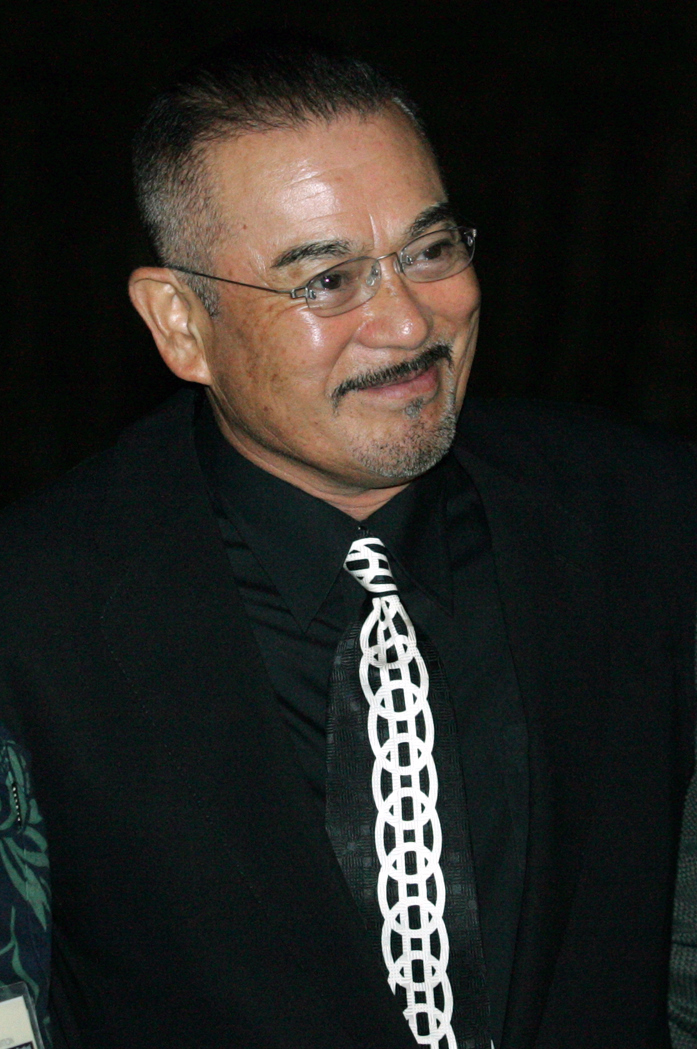
레이저 점사 시스템의 광고는 일본 배우이자 무술전문가 치바 신이치를 내세웠다

야마우치는 침체를 겪는 볼링장 위주로 슈팅 게임을 시험하고자 했다. 일본에서 볼링장은 1960년대에 유행했으나 60년대 말에 노래방에 그 자리를 내줬다.